# Молодая гвардия (фильм)
«Молода́я гва́рдия» — советский двухсерийный художественный фильм 1948 года режиссёра Сергея Герасимова по одноимённому роману Александра Фадеева о героической деятельности подпольной антифашистской комсомольской организации «Молодая гвардия».
Военная драма основана на реальных исторических событиях во время оккупации гитлеровскими войсками города Краснодона Украинской ССР в годы Великой Отечественной войны.
Вышел на экраны: 11 октября 1948 года (первая серия), 25 октября 1948 года (вторая серия). В 1964 году была выпущена новая редакция фильма.

## Сюжет
Великая Отечественная война. Июль 1942 года. Оставленный частями Красной армии шахтёрский город Краснодон оккупирован немцами. Вражеская техника перерезала дорогу людям, и группа комсомольцев была вынуждена вернуться домой. В ответ на злодеяния захватчиков молодые комсомольцы, бывшие школьники, создают подпольную антифашистскую комсомольскую организацию «Молодая гвардия». Организация ведёт скрытую войну: молодые ребята распространяют антифашистские листовки, освобождают группу пленных красноармейцев, сжигают немецкую биржу, спасая тем самым соотечественников от отправки на работы в Германию. В день годовщины Красного Октября молодогвардейцы развешивают советские красные флаги.

## В ролях

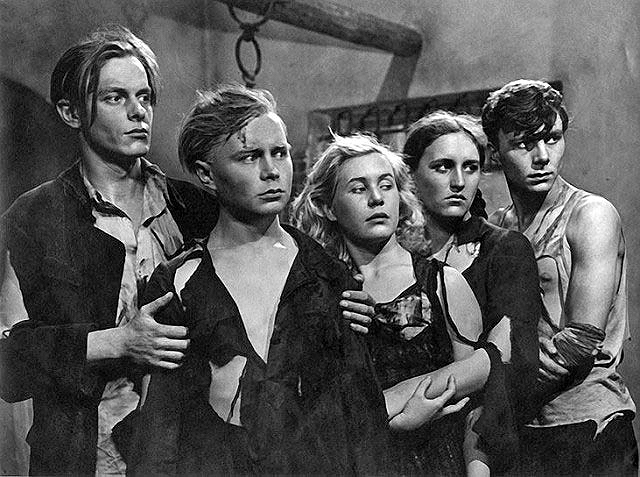
Главные герои фильма

Члены подпольной организации «Молодая гвардия»
- Владимир Иванов — Олег Кошевой
- Инна Макарова — Любовь Шевцова
- Сергей Гурзо — Сергей Тюленин
- Нонна Мордюкова — Ульяна Громова
- Георгий Юматов — Анатолий Попов
- Борис Битюков — Иван Земнухов
- Людмила Шагалова — Валерия Борц
- Глеб Романов — Иван Туркенич
- Караман Мгеладзе — Георгий Арутюнянц
- Вячеслав Тихонов — Владимир Осьмухин
- Г. Горин — Виктор Петров

Жители Краснодона и подпольщики
- Тамара Макарова — Елена Николаевна Кошевая, мать Олега
- Виктор Хохряков — Проценко, коммунист
- Сергей Бондарчук — Андрей Андреевич Валько
- Елена Ануфриева — бабушка Вера
- Анатолий Чемодуров — Сергей Левашов
- Тамара Носова — Валентина Филатова
- Елена Гришко — Нина Иванцова
- Николай Фигуровский — Анатолий Орлов «Гром гремит»
- Олеся Иванова — Надежда Гавриловна Тюленина, сестра Сергея
- Клара Лучко — тётушка Марина
- Александра Харитонова — Людмила Осьмухина
- Евгений Моргунов — Евгений Стахович, предатель (в версии 1964 года — Геннадий Почепцов)
- Александр Антонов — Игнат Фомин, полицай
- Зинаида Воркуль — мать Осьмухиных
- Виктор Кулаков — Стеценко
- Маргарита Жарова — Клавдия Ковалёва (в титрах М. Иванова)
- Николай Хрящиков — член обкома
- Андрей Пунтус — дядя Коля
- Муза Крепкогорская — Лазаренко (Зинаида Вырикова)
- Мария Яроцкая — Александра Васильевна Тюленина, мать Тюленина
- Лев Фенин — Гавриил Петрович Тюленин, отец Сергея
- Александра Панова — Ефросинья Мироновна Шевцова, мать Любови Шевцовой
- Владимир Уральский — Матвей Максимович Громов, отец Ульяны Громовой
- Александра Денисова — Матрёна Савельевна Громова, мать Ульяны Громовой
- Елена Максимова — мать Вали Борц
- Сергей Комаров — врач
- Александр Розанов — фон Венцель
- Мария Виноградова — эпизод
- Пётр Репнин — железнодорожник
- Георгий Шаповалов — Соликовский, начальник краснодонской полиции
- Юрий Егоров — Рейбанд
- Григорий Шпигель — Фенбонг
- Василий Бокарев — Брюкнер
- Андрей Файт — полковник абвера
- Евгений Тетерин — немецкий лейтенант
- А. Высоковский — немецкий офицер
- Борис Магалиф[бел.] — солдат
- Людмила Семёнова — дама
- Аза Калашникова — девочка
- Виктор Авдюшко — сотрудник обкома
- Николай Граббе — немец
- Олег Смирнов — ефрейтор
- И. Гайдамак — немецкий офицер
- Георгий Георгиу — адъютант генерала
- Андрей Карасёв — денщик

в титрах не указаны
- Алексей Миронов — эпизод
- Всеволод Санаев — коммунист
- Людмила Соколова — эпизод
- Инна Фёдорова — хозяйка дома в Фокино
- Наталья Константинова (по мужу — Коренева) — Тоня Иванихина
- Николай Хрящиков — член обкома
- Александр Хвыля — подпольщик Матвей Костиевич Шульга (роль вырезана после замечания Сталина)[3]

## Съёмочная группа
- Автор сценария: Сергей Герасимов

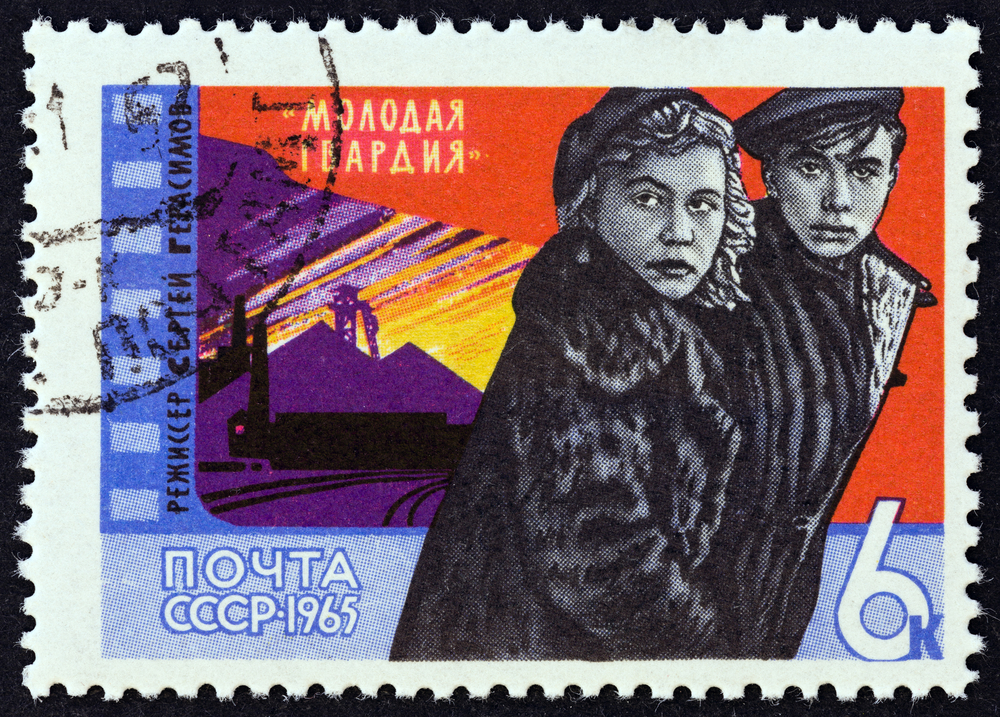
Почтовая марка СССР 1965 года на тему фильма

- Режиссёр-постановщик: Сергей Герасимов
- Главный оператор: Владимир Рапопорт
- Художник: Иван Степанов
- Звукооператор: Николай Писарев
- Композитор: Дмитрий Шостакович
- Режиссёр: Э. Волк
- Операторы: А. Нетужилин, И. Шатров
- Художник по костюмам: Эльза Раппопорт
- Художник-гримёр: Анатолий Иванов
- Ассистенты режиссёра: К. Альперова, Генрих Оганесян
- Монтаж: А. Бронфман
- Комбинированные съёмки:
  - Операторы: Михаил Кириллов, Анатолий Калошин
  - Художники: Владимир Никитченко, Иван Никитченко
- Дирижёр Государственного симфонического оркестра кинематографии: Арнольд (Арон) Ройтман
- Директор картины: Яков Светозаров

## Производство
Съёмки фильма начались в июне 1947 года на месте событий — в Краснодоне.
Клара Лучко готовилась сыграть Ульяну Громову, — она играла эту роль в студенческом спектакле. Позже Герасимов передумал и отдал главную роль Нонне Мордюковой, а Лучко сыграла небольшой эпизод — тётушку Марину.
Среди практикантов с режиссёрского факультета ВГИКа на фильме были Татьяна Лиознова, Николай Розанцев.
«Молодая гвардия» стал первым фильмом, выпущенным на Киностудии имени М. Горького после её переименования, до этого она называлась «Союздетфильм».

## Награды
В 1949 году фильм был удостоен Сталинской премии I степени, восемь человек стали лауреатами Сталинской премии, пятеро из них на тот момент были студентами актёрского факультета ВГИКа.
- Сергей Герасимов — режиссёр-постановщик
- Владимир Рапопорт — оператор
- Нонна Мордюкова — за роль Ульяны Громовой
- Людмила Шагалова — за роль Вали Борц
- Инна Макарова — за роль Любови Шевцовой
- Сергей Гурзо — за роль Сергея Тюленина
- Владимир Иванов — за роль Олега Кошевого
- Виктор Хохряков — за роль Проценко

Вместе с премией было выдано 100 000 рублей. При этом Герасимову и Рапопорту досталось по 10 000, а остальная часть была поделена между актёрами.

## Версия 1964 года
В начале 1960-х годов фильм был подвергнут серьёзному изменению, изъятию отдельных эпизодов, местами — переозвучиванию. Выпуск новой редакции фильма был в основном связан с выявлением новых фактов и обстоятельств, связанных с деятельностью «Молодой гвардии». Герой актёра Евгения Моргунова предатель Стахович был «переименован» в Геннадия Почепцова, которого к тому времени выявили как подлинного предателя организации. Тем не менее, поскольку действия Стаховича сильно отличились от реальных действий Почепцова (Стахович в фильме выдаёт организацию под пытками, Почепцов же, предположительно, сделал добровольный донос), то роль Моргунова, которая и без того была небольшой, в новой редакции стала ещё меньше. Соответственно, были переозвучены все реплики, где упоминалась его фамилия.
Имели место и сокращения, связанные с решениями о культе личности Сталина. Длительность фильма в новой редакции составила 160 минут.
По телевидению показывают новую редакцию фильма. Первоначальная версия была показана в начале 1990-х на Первом канале в программе «Киноправда».
В 1998 году Киностудия имени М. Горького совместно с Госфильмофондом России при участии Госкино РФ приступили к воссозданию первого варианта фильма 1948 года.